# 秋田市消防本部
秋田市消防本部（あきたししょうぼうほんぶ）は、秋田県秋田市の消防部局（消防本部）。

## 沿革
- 1948年3月 - 秋田市消防本部・秋田消防署・土崎消防署を開設する。
- 1953年10月 - 分遣所を出張所に改称する。
- 1960年
  - 5月 - 出張所の名称を方位名から地名に改称する。
  - 6月 - 手形出張所を開設する。
- 1963年
  - 4月 - 救急車を配備し、救急業務を開始する。
  - 12月 - 牛島出張所を開設する。
- 1964年11月 - 消防本部・秋田消防署庁舎を新築し移転する。旧秋田消防署庁舎に保戸野出張所を開設する。川尻出張所を廃止する。
- 1970年12月 - 土崎消防署を新築し移転する。
- 1973年11月 - 将軍野出張所を開設する。
- 1977年3月 - 3点セット（大型化学車・大型高所放水車・泡原液搬送車）各1台を土崎消防署に配備する。
- 1980年4月 - 城東消防署を開設し、3署体制となる。長野下出張所を廃止する。
- 1985年12月 - 秋田市消防庁舎を新築（消防本部・秋田消防署を移設）。秋田消防署および土崎消防署の指令系統を消防本部に一括化。
- 1989年3月 - 手形出張所を廃止する。
- 1991年2月 - 勝平出張所を開設する。
- 1992年4月 - 秋田南消防署を開設し、4署体制となる。
- 1993年4月 - 高規格救急車を秋田消防署に配備し運用開始する。
- 1994年4月 - 新屋出張所が新屋分署に昇格する。
- 1996年4月 - 飯島出張所を開設する。
- 1999年7月 - 外旭川出張所を開設する。
- 2004年3月 - 保戸野出張所を廃止する。
- 2005年1月 - 河辺郡河辺町・雄和町の編入合併に伴い、河辺雄和地区消防一部事務組合を統合する。組合消防署は河辺消防署となり、5署体制となる。
- 2006年7月 - 御所野下堤に秋田市消防訓練場を整備。
- 2007年4月 - 高度救助隊「ASRT（AKITA SUPER RESCUE TEAM）」を設置し運用を開始。
- 2008年6月14日 - 岩手宮城内陸地震に緊急消防援助隊を派遣。
- 2011年3月11日 - 東北地方太平洋沖地震に伴う東日本大震災に緊急消防援助隊を派遣。
- 2011年4月 - 消防団に中央、北部、南部、河辺、雄和の5方面制を導入。
- 2013年5月 - 土崎消防署を新築し移転する。
- 2015年4月 - 秋田南消防署と河辺消防署を統合し、河辺消防署を秋田南消防署河辺分署とする。従前の河辺消防署雄和分署は秋田南消防署雄和分署とされた。
- 2015年4月25日 - ネパール地震に国際消防救助隊を派遣。
- 2015年6月3日 - 秋田南消防署河辺分署が秋田市河辺北野田から、同市河辺和田字北條ケ崎に新築、移転[1]。
- 2016年5月27日 - 秋田南消防署雄和分署が秋田市雄和妙法字上大部23から、同市雄和妙法字上大部48番地1に新築、移転。午後1時から業務を開始[2]。
- 2019年4月24日 - 山岳救助隊を新設[3]。土崎消防署にて発隊式を挙行[4]。
- 2023年3月14日 - 企業が所有する解体予定の建物を使って、秋田消防署員約30人が参加し消防訓練を実施[5]。
- 2024年11月27日 - 寺内、将軍野両出張所を統合した、新たな寺内出張所の開所式を挙行[6]。正午から業務を開始[6]。
- 2025年4月7日 - 平日の日中限定で出動する機動救急隊を新設[7]。秋田市消防本部にて発隊式を挙行[8]。

## 組織
- 本部 - 総務課、警防課、救急課、予防課、指令課
- 消防署

## 車両
()内は予備車両
- 消防ポンプ自動車：9(3)
- 水槽付消防ポンプ自動車：8(1)
- 化学車：4 (秋田・土崎・南・雄和)
- 梯子付消防ポンプ自動車 ：2 (城東・土崎)
- 屈折梯子付消防ポンプ自動車 : 1 (秋田)
- 大型化学高所放水車 ：1 (土崎)
- 泡原液搬送車 ：1 (土崎)
- 救助工作車：5(1) (秋田・土崎・南・城東・飯島）
- 指令車：1
- 救急車：12(3) 9個救急隊
- 支援車：2 (内1台は特殊災害対応車登録) (土崎・秋田)
- 資機材搬送車：1 (牛島)
- 救急指揮支援車：1
- 原調車：4
- 広報車：5
- 水難救助車：1 (土崎)
- 指揮車：4
- 消防パトロール車：3
- 乗用車：1
- 作業車：1
- 本部警防車：1
- 活動支援車：1
- 査察車：4
- 中型人員輸送車：1 (外旭川)
- 救急普及啓発広報車：1(飯島)
- 津波・大規模風水害対策車:1 (土崎)
- 山岳救助車:1（土崎）

## 消防署
| 消防署       | 住所                               | 分署                                                          | 出張所                                                                    |
| ------------ | ---------------------------------- | ------------------------------------------------------------- | ------------------------------------------------------------------------- |
| 秋田消防署   | 山王一丁目1-1 （秋田市消防庁舎内） | 新屋：新屋比内町6-63                                          | 勝平：新屋勝平町11-23 牛島：牛島東一丁目5-20                              |
| 土崎消防署   | 土崎港西四丁目2-10                 | なし                                                          | 寺内：寺内字三千刈142 飯島：飯島字前田表380-3 外旭川：外旭川字八幡田129-1 |
| 城東消防署   | 東通六丁目16-16                    | なし                                                          | 広面：広面字堤敷38-1                                                      |
| 秋田南消防署 | 御野場二丁目15-5                   | 河辺：河辺和田字北條ケ崎27番地1 雄和：雄和妙法字上大部48番地1 | なし                                                                      |

土崎消防署
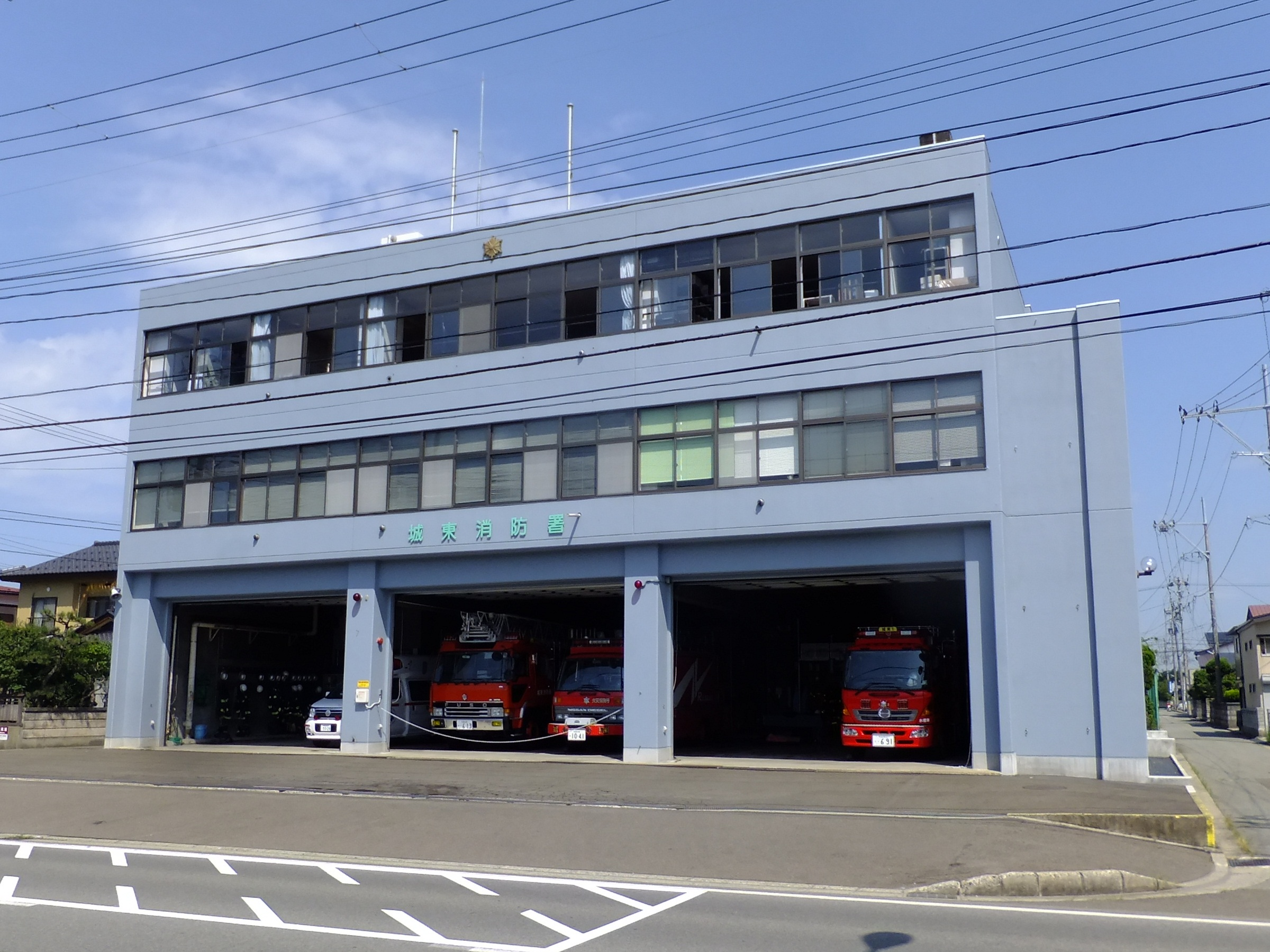
城東消防署
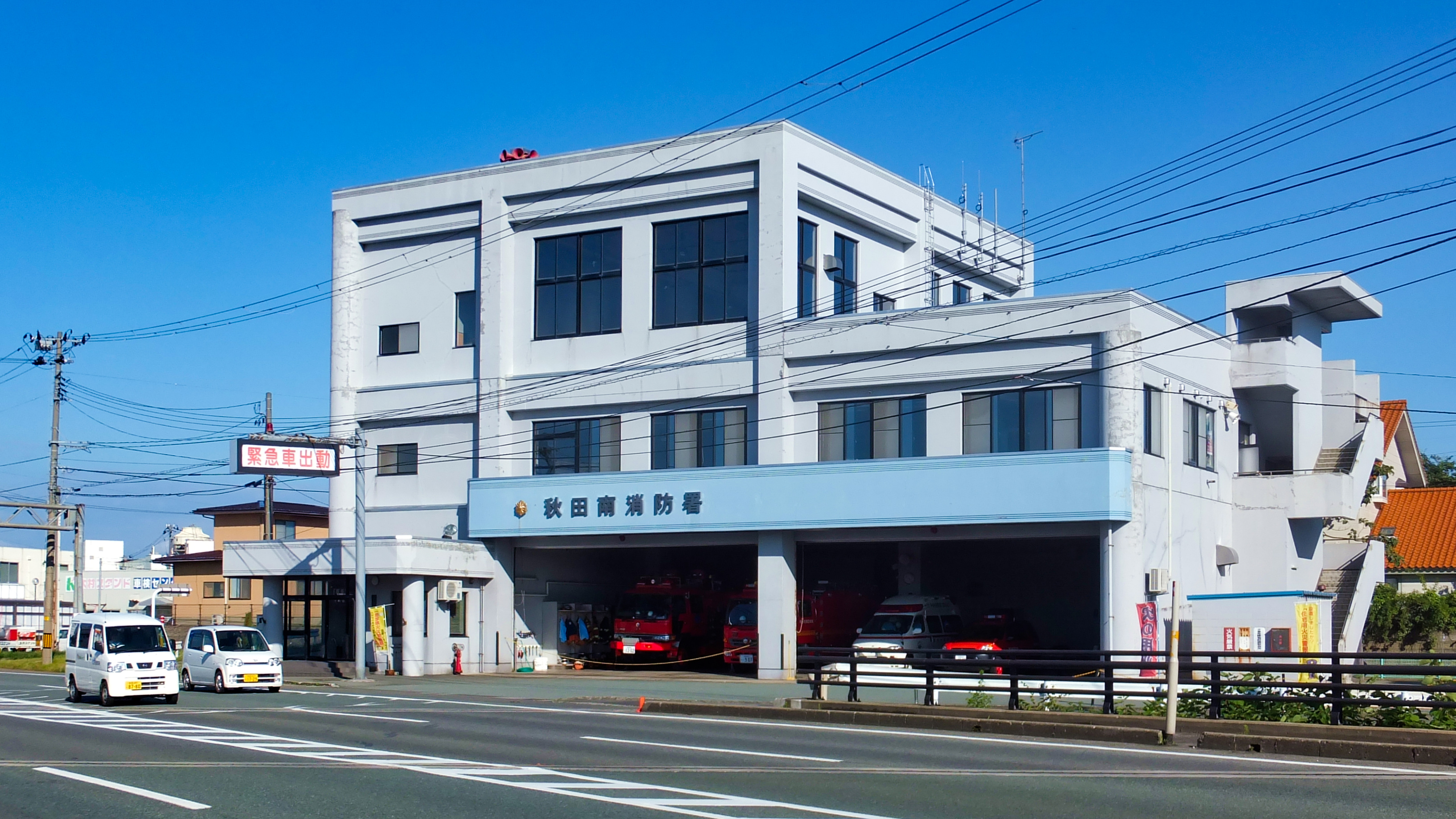
秋田南消防署
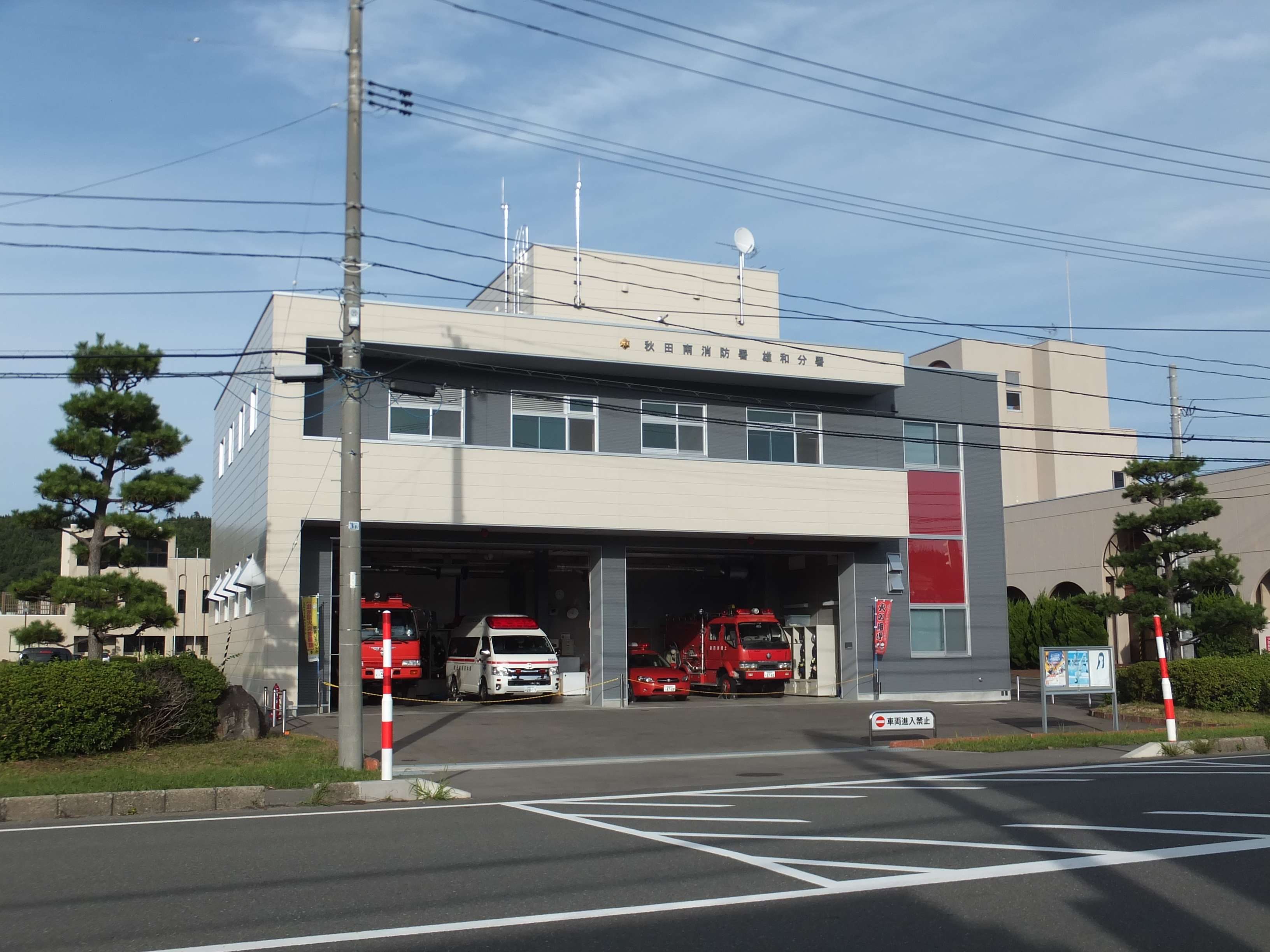
秋田南消防署雄和分署
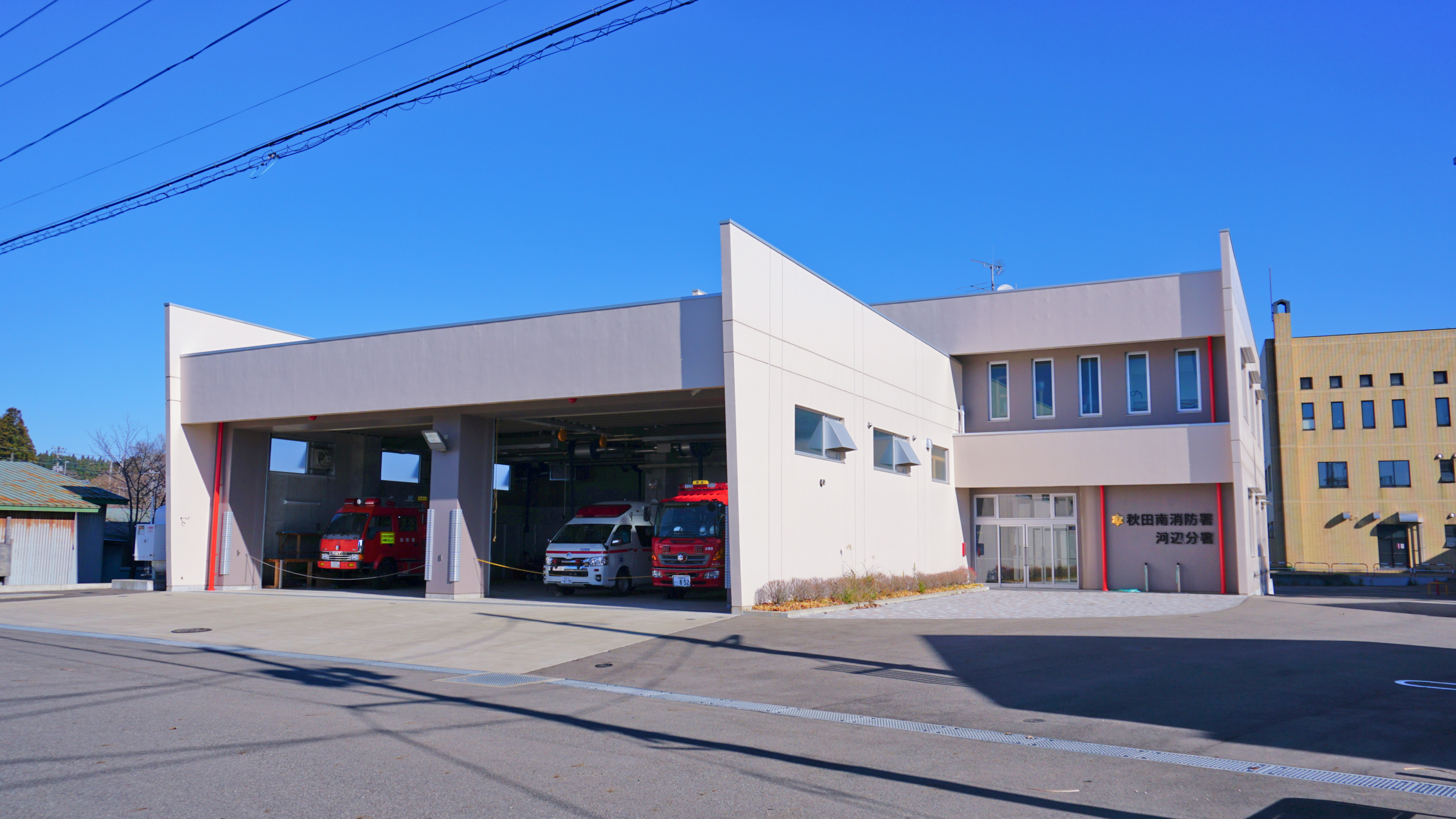
秋田南消防署河辺分署